# روبکتو کن ایندونو
روبکتو کن ایندونو (به ایتالیایی: Robecchetto con Induno) یک کومونه در ایتالیا است که در استان میلان واقع شده‌است. روبکتو کن ایندونو ۱۳٫۹ کیلومتر مربع مساحت و ۴٬۸۹۶ نفر جمعیت دارد و ۱۷۲ متر بالاتر از سطح دریا واقع شده‌است.